# بينيتو موسوليني
 بينيتو أندريا موسوليني  (29 يوليو 1883 - 28 أبريل 1945) حاكم إيطاليا ما بين 1922 و1943. شغل منصب رئيس الدولة الإيطالية ورئيس وزرائها وفي بعض المراحل وزير الخارجيَّة والداخليَّة. وهو من مؤسسي الحركة الفاشية الإيطاليّة وزعمائها، سمي بالدوتشي (بالإيطالية: Il Duce) أي القائد من عام 1930م إلى 1943م. يعتبر موسوليني من الشخصيات الرئيسية المهمة في تكوين الفاشية.
دخل حزب العمال الوطني ولكنه خرج منه بسبب معارضة الحزب لدخول إيطاليا الحرب، عمل موسولني في تحرير صحيفة أفانتي (إلى الأمام)  ومن ثَم أسس ما يعرف بوحدات الكفاح التي أصبحت النواة لحزبه الفاشي الذي وصل به الحكم بعد المسيرة التي خاضها من ميلانو في الشمال حتى العاصمة روما. دخل الحرب العالمية الثانية مع دول المحور. في ظل هزيمته حاول موسوليني الهروب إلى الشمال. في نهاية شهر أبريل من عام 1945م تم إلقاء القبض عليه وأعدمته حركة المقاومة الإيطالية مع أعوانه السبعة عشر بالقرب من بحيرة كومو، أُخذت جثته مع عدد من أعوانه إلى ميلانو إلى محطة للبنزين وعُلّقوا رأسًا على عقب حتى يراهم عامَّة الناس ولتأكيد خبر موته.

## سيرة حياته

### نشأته
ولد بينيتو موسوليني 29 يوليو 1883 وترعرع في قرية دوفيا دي بريدابيو ، وهي قرية صغيرة تقع في مدينة فورلي بإقليم إميليا رومانيا شمال إيطاليا. ولد موسوليني لأبوين إيطاليين هما روزا وأليساندرو موسوليني وقد سمي بينيتو على اسم الرئيس الإصلاحي المكسيكي بينيتو خواريز، أما إسميه الأوسطين أندريا وأميلكاري فكانا نسبة إلى الاشتراكيان الإيطاليان أندريا كوستا وأميلكاري سيبرياني ، يعتبر بينيتو الابن الأكبر لوالديه ولديه شقيقان أصغر منه سناً هما أرنالدو وإيدفيج ، كانت والدته معلمة في مدرسة كاثوليكية  أما أباه فقد كان اشتراكياً يعمل في الحدادة. كانت عائلته فقيرة كسائر عائلات الأقارب والجيران، وفي فترة طفولته كان همجياً ومتهوراً. ومُنع من دخول كنيسة والدته لسوء سلوكه، حيث كان يرمي رواد الكنيسة بالحجارة ، ومن أجل وضع حل للتفاهم بينه وبين والدته وافق على الذهاب إلى مدرسة داخلية يديرها رهبان ساليزيون، وبدخوله للمدرسة حصل على درجات جيدة. في عام 1901م أصبح مؤهلاً ليكون ناظراً لمدرسة ابتدائية.

### الهجرة إلى سويسرا
في عام 1902 هاجر إلى سويسرا هرباً من الخدمة العسكرية. خلال هذه الفترة لم يستطع العثور على عمل دائم فيها، وتم القبض عليه بتهمة التشرد وسجن ليلة واحدة. ففي صبيحة يوم 24 يوليو 1902، أُوقف من طرف الشرطة تحت جسر قضى تحته ليلته. لم يكن بحوزته حينها إلا جواز سفر وشهادة التخرج من مدرسة المعلمين و15 سنتيما.

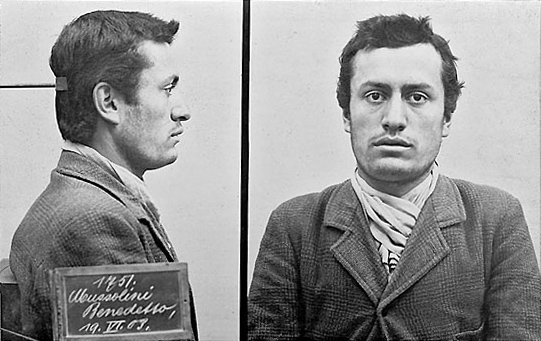
موسوليني وقت القبض عليه من جانب الشرطة السويسرية

اشتغل مُدرساً مؤقتاً للصف الابتدائي في بلدة غوالتياري لكن لم يتمّ تجديد عقد عمله بسبب علاقة أقامها مع سيدة كان زوجها متغيباً لأداء الخدمة العسكرية.
قضى موسوليني الأشهر الأولى من عام 1904 بين جنيف وآنماس (في فرنسا المجاورة) في عقد اجتماعات وإلقاء محاضرات ذات طابع سياسي ونقابي إضافة إلى مراسلات صحفية مع منشورات ومجلات اشتراكية وفوضوية.
وفي شهر أبريل من عام 1904، أفلت – بفضل تدخل حاسم من سلطات كانتون تيشينو – من الإبعاد مجددا إلى إيطاليا التي حُوكم فيها بتهمة التقاعس عن أداء الواجب العسكري. ثم تحول إلى جامعة لوزان حيث سجل في كلية العلوم الاجتماعية وتابع لبضعة أشهر محاضرات عالم الاجتماع فيلفريدو باريتو والفيلسوف فريدريك نيتشه  وجورج سوريل، وأثرت أفكار الماركسي تشارلز بيجوي في بعض أعماله لاحقاً، حيث كان يركز على ضرورة إسقاط الديمقراطية الليبرالية والرأسمالية عن طريق استخدام العنف، وأَعجب ذلك موسوليني بشدة.

### طريقه إلى السُلطة
في شباط / فبراير 1909 وجد له عملاً في مدينة ترينتو ذات الأصول الإيطالية والتي كانت تحت سيطرة الإمبراطورية النمساوية المجرية. وهناك اشتغل شغلاً إدارياً للفرع المحلي للحزب الاشتراكي ومحرراً لصحيفة افينيري دل لافوراتوري («مستقبل العامل»). في عام 1915 كان قد تزوج ورزق بابن من دالسير من سوبرامونتي بالقرب من ترينتو. نشر رواية رومانسية مبتذلة بعنوان عشيقة الكاردينال  بعد عفو عن الهاربين من خدمة الجيش.
في الفترة الفاصلة ما بين عامي 1908 و1910، أقام موسيليني في سويسرا لفترات متقطعة. فعمل بنّاء في شركة المقاولات البرية في لوغانو حيث تعرف على الزعيم الاشتراكي غوليالمو كانيفاشيني الذي استضافه في بيته.
عندما أعلنت إيطاليا عام 1911 الحرب على الدولة العثمانية وتحركت لغزو ليبيا ، قاد موسوليني ككل الاشتراكيين ، مظاهرات ضد الحرب وحوكم وسجن لعدة أشهر، وبعد إطلاق سراحه رحب به الاشتراكيون وعينوه رئيسا لتحرير جريدتهم الوطنية (إلى الأمام).
ثم فجأة ودون مقدمات أو مشاورات مع قيادة الحزب الاشتراكي نشر موسوليني مقالاً في الجريدة يطالب فيه إيطاليا بالدخول إلى جانب الحلفاء في الحرب العالمية الأولى، فطُرِد من عمله والحزب واتُهِم بالخيانة ، وقد فُسِّر هذا التحول بأنه قبض مبلغا سريا من الحكومة الفرنسية.
بدأت الحرب العالمية الأولى سنة 1914 وقد دخلت إيطاليا الحرب، حيث قضى موسوليني عامين بالجيش وبعد انتهاء الحرب كانت إيطاليا تشهد كثيرًا من المشاكل. لم يكن العمل متوفرا للجنود العائدين من الحرب، والأسعار عالية، ولم يكن باستطاعة الفقراء شراء حوائجهم، وكانت هناك الإضرابات في المدن وتشكلت العصابات من الفقراء وبيوت الأغنياء تُحرَق. كان الجميع خائفا من شيء ما وقد استشعر موسوليني مزاج الشعب وحالته النفسية وغضب الجنود. لم يكن موسوليني راضٍ عن حياة الفقراء وكان يريد تغيير ذلك وكان يؤمن بأن العنف هو السبيل الوحيد لتحقيق ذلك 
أصبحت الفاشية حركة سياسية منظمة بعد اجتماع ميلانو، في 23 مارس 1919 (أسس موسوليني فاسكي دي كومباتيمنتو في 23 فبراير). بعد فشله في انتخابات 1919، تمكن موسوليني من دخول البرلمان في عام 1921، فشكلت الفاشية فرق مسلحة من المحاربين القدامى سُميت سكوادريستي لإرهاب الفوضويين والاشتراكيين والشيوعيين.
في عام 1922م زحف موسوليني بتظاهراته الكبرى التي شارك فيها نحو أربعين ألفا من أصحاب القمصان السود الذين جاءوا من مختلف المدن الإيطالية ليحقق مسيرته الكبرى إلى روما المهترئة. هؤلاء الذين لم يكن لهم أي وجود غداة الحرب العالمية الأولى إذا بهم خلال سنوات قليلة يصل تعدادهم إلى عشرات الألوف من المضللين الذين يحملون هوية الحزب الذي شكله موسوليني وينعمون بالامتيازات في وسط أوضاع متردية سياسياً واقتصادياً، وقد هيأت لموسوليني الذي تحول من الاشتراكية إلى الفاشية من جعل حزبه بديلا لدولة لم تعد ذات وجود ومكنه من القيام بحملة ديماغوجية حرك من خلالها الغرائز المتطرفة لعدد كبير من العاطلين عن العمل من الجنود المسرحين ومن ذوي السوابق الإجرامية، ومن فلول عصابات الاجرام المنظم المافيا والكومورا وفايدا فجعل لهم أيديولوجية متعصبة إلى حد التطرف ليملأ الفراغ السياسي والأيديولوجي والروحي المتأزم بسبب عدم حصول إيطاليا على أية امتيازات بعد الحرب العالمية الأولى والتي قد وُعدت بها من قِبل دول الحلفاء بعد الحرب العالمية الأولى.

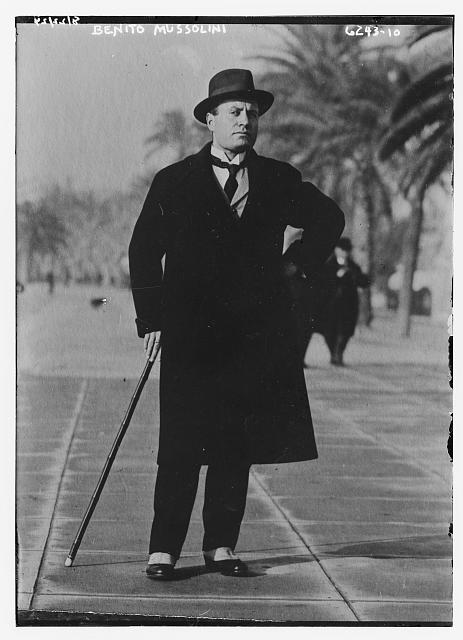
موسوليني رئيس وزراء إيطاليا

ونتيجة لعدم تدخل الحكومة تفاقمت المشكلة فقام موسوليني مقابل دعم مجموعة من الصناعيين بالموافقة على استخدام قواته في كسر الإضراب ووقف الانتفاضات الثورية. عندما فشلت الحكومات الليبرالية التي ترأسها جيوفاني جوليتي، إيفانو بونومي ولويجي فاكتا في وقف انتشار الفوضى. استجابت إيطاليا له بطريقة سحرية في البداية وعاد العمال لمصانعهم والطلاب إلى مدارسهم وبدأ القائد أو الدوتشي رحلة للسيطرة على السلطة بحيث أصبح في النهاية الحاكم الوحيد الذي لايخضع إلا للملك.
2 تشرين الأول/ أكتوبر وباحتفال بمدينة نابولي الجنوبية يصرخ موسوليني «إما ان تُعطَى لنا الحكومة أو سنأخذ حقنا بالمسير إلى روما» وتجيبه الحشود: إلى روما.. إلى روما.
وبعد تنظيم الفاشيون لمظاهرات ومسيرات التهديد (مارسيا سو روما)«مسيرة روما» (28 أكتوبر 1922)، توجه 14000 فاشي إلى روما بالقطارات والحافلات، ونتيجةً للذعر الذي شعرت به الحكومة عُرِض على موسوليني منصب وزير في الحكومة، فناشد رئيس الوزراء الملك ليعلن حالة الطوارئ لكن الأخير رفض.
دعى فيكتور عمانويل الثالث موسوليني لتأليف حكومة جديدة  وكان عمره آنذاك 39 سنة، وأصبح أصغر رئيس وزراء في تاريخ إيطاليا في 31 أكتوبر 1922.

### ديانته
يقول عن نفسه في مذكراته:
| بينيتو موسوليني | أنه يضيق صدره من سماع التراتيل الإنجيلية كما كان يتقيأ إذا ما شم رائحة بخور الكنيسة عندما تصطحبه والدته إلى الكنيسة لأداء صلاة الأحد وكان لا يطيق رؤية رجال الكنيسة بملابسهم السوداء | بينيتو موسوليني |

.
كما يقول:
| بينيتو موسوليني | ورثت عن أبي الإلحاد في حين لم تتمكن شفافية أمي المتدينة من النفاذ إلى سريرتي | بينيتو موسوليني |

وعندما أصبح اشتراكياً يسارياً كتب مقالات مختلفة في بعض الصحف واصفاً الكنيسة الكاثوليكية بأنها «الجثة العظيمة الميتة» والفاتيكان بأنه مغارة للتعصب وعصابات اللصوص.
سعى موسوليني إلى الصحف السويسرية وراح يكتب مقالات نارية تضمنت آراءه الحادة والمتطرفة، والتي تروج في جوهرها لتدشين مفاهيم جديدة لاشتراكية تعتمد على الفوضى وإثارة المشكلات، ودعا في مقالاته إلى تصعيد العداء مع رجال الدين وإغلاق دور الكنائس لخطورتها على تفعيل العقل الذي استسلم لأصحاب النفوذ والجاه وهو ما استسلمت له الكنيسة في سويسرا وتجاهلته باعتباره يهاجم الكنيسة في بلاده ولا شأن له بهم خاصةً أن الفساد الكُنسي كان وقتها متفشياً داخل أوروبا عموماً وإيطاليا على وجه الخصوص بوصفها مسقط رأسه ومركز الديانة المسيحية لمسيحيي أوروبا. ولم يكتفِ بذلك، فقد هاجم المسيح في استفزاز فج ، وهنا تحرك رجال الدين المسيحيون في سويسرا وطالبوا بطرده خارج سويسرا.

### عشيقته كلارا بيتاتشي

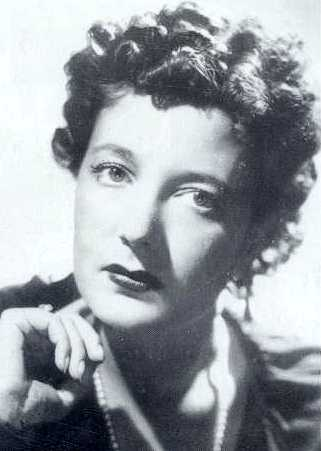
كلارا بيتاتشي

أدرك بينيتو موسوليني أنه استكمالاً للصورة الكاريزمية له كقائد تستدعي أن تكون إلى جانبه (نجمة) تزيد من جاذبيته أمام الكاميرات، ومن هنا بدأت كلارا بيتاتشي تظهر على مسرح الأحداث، وهي فتاة شابة أنيقة، وكان يشبه في ذلك صديقه أدولف هتلر الذي اتخذ من إيفا براون عشيقة له.
وفي أوائل الألفية الثالثة صدر كتاب يحمل اسم دفتر كلاريتا  يضم يوميات تضم مقتطفات من نصوص كتبتها عشيقة موسوليني كلارا بيتاتشي بين عامي 1932 و1938، وتكشف من خلالها جوانب مجهولة في شخصية بينيتو موسوليني، وتقول فيه ملاحظاتها عن شخصيته من خلال علاقتها به. وكانت هذه المذكرات محفوظة في أرشيف الدولة الإيطالية ثم أُفرِج عنها بعد حوالي سبعين عاماً.

## أهم أعمال موسوليني

### الفاشية
دعا موسوليني إلى اجتماع وفيه أسس حزب سياسي أسماه الحزب الفاشستي، لكنهم لم يتصرفوا كحزب سياسي وإنما كرجال عنف وعصابات وقد لبسوا القمصان السوداء. قال لهم موسوليني أن عليهم معالجة مشاكل إيطاليا وأن عليهم أن يكونوا رجالاً أقوياء، فعندما يكون هناك إضراب عمالي يأتي الفاشيست ويوسعوا أولئك العمال ضربا ، وفي صيف 1922 كان هناك إضراب كبير في المواصلات وقد عجزت الحكومة في التعامل مع ذلك ولكن الفاشيست سيروا الحافلات والقاطرات وأنهوا الإضراب، ووصل الأمر أن طلب الأغنياء مساعدة الفاشيست لحمايتهم، ونجح الفاشيست في ذلك، وقد هزموا الشيوعيين في الشوارع وأرغموهم على شرب زيت الخروع. وكان الشعب يطالب بزعيم قوي مثل موسوليني ليقود البلاد، وقال موسوليني أنه الوقت المناسب للاستيلاء على السلطة. وفي أكتوبر قاد موسوليني مسيرة كبرى إلى مدينة روما حيث قال لأتباعه سوف تُعطَى لنا السلطة وإلا سوف نأخذها بأنفسنا.
وهكذا أصبحت القمصان السوداء والهراوة علاقتين تميزان حركة موسوليني حتى أُعيدت تسميتها لتصبح الفاشية، لكنها بقيت حركة هامشية، ففي انتخابات 1919 لم يفز أي فاشي بمقعد في البرلمان وحصل موسوليني نفسه على 4000 صوت فقط في مدينة ميلانو مقابل 180 ألف للاشتراكيين، وعندما كتبت مجلة إلى الامام الاشتراكية تنعي خسارة موسوليني في الانتخابات، هوجم مقر الحزب الاشتراكي بالقنابل، وحين داهم البوليس مكاتب مجلة موسوليني وجد قنابل ومتفجرات فسُجِن أربع سنوات وأُُطلِق سراحه. في عام 1921 - أعلن موسوليني نفسه قائداً للحزب الوطني الفاشي.
حتى عام 1926، استمر قمع الحكومة لمؤسسات الحكم المنتخبة وقُتل القادة الذين عارضوا الفاشيين.وفي نيسان 1926 حُرّمت الإضرابات، سُنّت قوانين عمل جديدة وأُلغي الأول من أيار.
بدأ موسوليني بالتغيير في إيطاليا حيث بدأ بإلغاء كل الأحزاب الأخرى، فكان على الشعب أن يصوت للحزب الفاشيستي فقط، وكان على الشباب أن يتعلموا مبادئ الفاشيست، وكان يقول لهم موسوليني: «أن تعيش يوما واحداً مثل الأسد خير لك من أن تعيش مائة عام مثل الخروف». كان على الصغار الالتحاق بمعسكرات التسييس الفاشيستية وكان يتم إعدادهم كجنود صغار وكان عليهم (الإيمان / الطاعة / القتال).
كان الفاشيون ينظمون غارات في الأرياف وهم في شاحناتهم، يدخلون المزارع المعروفة بأنها اشتراكية فيقتلون الناس أو يعذبونهم. فبعد أن شتتوا الحزب الشيوعي واغتالوا العديد من قادته وأزاحوا مؤسساته النقابية وجمعياته التعاونية بدأوا حربهم الثقافية في طبخ كل النزعات والاتجاهات والأساليب في الأدب والفن في وعاء الاتجاهات القومية الذي تختلط فيه الفنون والآداب والدعاية باتجاه منغلق ومعاد لأية قومية أخرى أو اتجاه آخر وبهدف معلن هو تحرير الثقافة الإيطالية وتوحيد إشكالها ومقاييسها لتتطابق وتتجانس مع فكر الدوتشي.
امتلأت الساحات والشوارع بتماثيل موسوليني وبجداريات كبيرة تخلد أفعاله، كما بدأت حركة تنظيم شاملة للأطفال والفتيان وطلبة المدارس والجامعات على استخدام السلاح وحفظ الأناشيد القومية الفاشية، وبدأت حملة تجريد العشرات من الصحافيين من هوياتهم في النقابات الصحفية، كما أغلقت جميع الصحف والمجلات الأدبية. مع إجبار الناس على وضع صورة في غرف النوم وأن توقد العوائل الشموع بعيد ميلاده وانتزع رجاله الحلي الذهبية من النساء وخواتم الزواج من أصابع المتزوجين. وتشكلت لجان في طول البلاد الإيطالية وعرضها من كتاب الدولة وأساتذتها لإصدار قوائم سوداء بالمثقفين المحظورين، وبأسماء الكتب المعادية التي يجب حرقها وإتلافها ومنعها من التداول.

### السياسة الخارجية
أخذ موسوليني يلوح بقوته الهائلة وقدرته على تعبئة إثنى عشر مليوناً مسلحين بأحدث الأسلحة، في حين أن الرقم الحقيقي لم يكن يعدو المليونين. أما الطائرات والبوارج والدبابات الثقيلة التي طالما تحدث عنها، فلم يكن لها وجود، فلم تكن قواته تملك سلاحاً أثقل من العربات المصفحة التي تزن ثلاثة أطنان. وظل موسوليني يصر على «أن الفاشية لا تؤمن بإمكانية ولا بفائدة السلم الدائم، الفاشية تفهم الحياة كواجب ونضال وقهر».
السياسة الخارجية التي اتبعها النظام الفاشي تجنبت خيار السلام ، واعتبرته ظاهرة متعفنة. وبالمقابل دعمت فكرة إعادة مجد الإمبراطورية الرومانية القديمة، وطمحت لتوسيع مناطق نفوذ إيطاليا. حتى بداية الحرب العالمية الثانية، وإقامة محور (برلين - روما - طوكيو)، كانت إيطاليا قد احتلت إثيوبيا (1935)، وحاربت مع نظام فرانكو الفاشي في إسبانيا (بين الأعوام 1936-1939)، واحتلت ألبانيا (نيسان 1939).

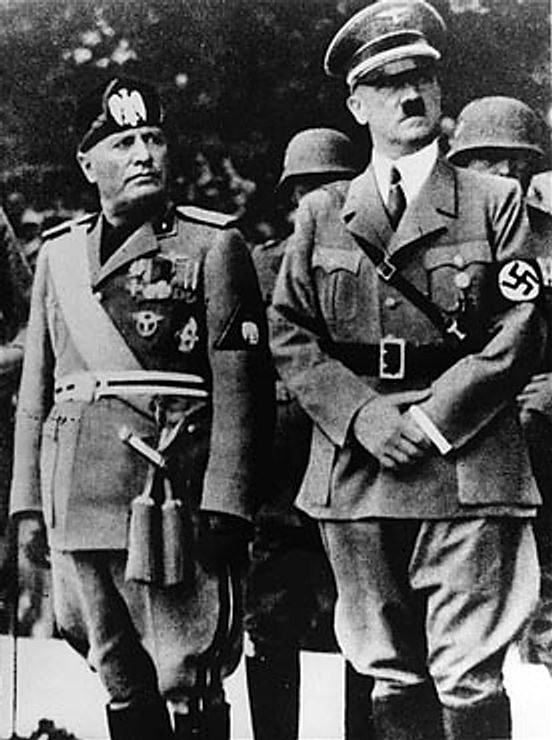
تحالف هتلر مع موسوليني

كان موسوليني يريد لإيطاليا أن تكون دولة عظمى، وكان مستعداً لخوض الحروب من أجل ذلك. صادق الزعيم الألماني أدولف هتلر الذي كان معجباً به ، وفي سنة 1939 عقدت إيطاليا وألمانيا معاهدة سميت بالحلف الفولاذي وكانت إيطاليا في حاجة إلى أربعة سنوات حتى تستعد للدخول في الحرب ولكن الحرب نشبت بعد ذلك بعامين فقط، ولم يكن موسوليني كثير القلق بخصوص الحرب لأنه ظن أنها ستنتهي في عدة أشهر بانتصار ألمانيا.
كان يحلم علناً بأن يسيطر على كل حوض البحر الأبيض المتوسط، ويحوله إلى بحيرة إيطالية وأن ينشئ إمبراطورية تمتد من الحبشة إلى ساحل غينيا الغربي، وكان يدعو إلى زيادة النسل ليزيد عدد الإيطاليين فيمكنهم بالتالي استعمار واستيطان هذه الإمبراطورية الشاسعة. تسلم موسوليني زعامة إيطاليا وغير سياسة إيطاليا اللينة في ليبيا إلى الشدة ، فنقض الاتفاقات المعقودة مع الليبين ورفض الاعتراف بالمحاكم الشرعية في المناطق التي يسيطر عليها الطليان، وأبى إلا أن يكون الجميع خاضعاً لإيطاليا، وعين لهذا الغرض حاكماً جديداً هو «بونجيوفاني» ومنحه سلطة مطلقة في حكم برقة، وزوده بصلاحيات واسعة وجيش كبير، فأمر الحاكم الإيطالي الجديد بحل معسكرات القبائل في ولاية برقة، واحتلال مركز القيادة السنوسية أجدابيا في عام 1923. ثم تعاقب الولاة على حكم ليبيا حتى تمكن بييترو بادوليو حاكم طرابلس الغرب، ونائبه في برقة اللواء رودولفو غراتسياني من إنهاء المقاومة تماماً عام 1932.
أثناء محاولاته اليائسة تنفيذ خطته في ترسيخ الاستيطان الاستعماري في ليبيا، قتل 200000 نسمة من المواطنين الليبين طوال ثلاث سنوات فقط قبل عثوره على الثائر عمر المختار واعتقاله. حيث قررت المحكمة إعدام المختار رغم سنه الذي جاوز الخامس والسبعين، فأُعدِم في اليوم التالي في 16 سبتمبر 1931 بمركز «سلوق» في بنغازي. وقد واصل الإيطاليون استباحتهم للشعب الليبي، فوصل عدد الشهداء إلى 570928 شهيد ، إضافة إلى مصادرتهم الأراضي الليبية من أصحابها، وشجعوا هجرة الإيطاليين إلى ليبيا وأمدوهم بالأموال وفتحوا لهم المدارس.
9 نوفمبر 1939 أي قبل اندلاع الحرب العالمية الثانية بتسعة أشهر، أصدر موسوليني مرسوماً بضم (طرابلس وبرقة) (أو ما يعرف بليبيا) وجعلها جزءا من الوطن الأم مع منح السكان الجنسية الإيطالية وإلزامهم على تعلم اللغة والثقافة الإيطالية.
غزا إثيوبيا في أكتوبر 1935، دون إعلان حرب على اعتبار أنها اقل من أن تستحق هذا الشرف، وكان لتوه قد انتهى من سحق ثورة عمر المختار في ليبيا بوحشية بالغة. وفي 25 أكتوبر من عام 1936 تحالف هتلر مع موسوليني واتسع التحالف ليشمل اليابان، هنغاريا، رومانيا وبلغاريا بما يعرف بدول المحور، وتكونت بعد ذلك صداقة قوية بين هتلر وموسوليني، حيث كان هناك العديد من أوجه الشبه بينهما.

### الحرب العالمية الثانية

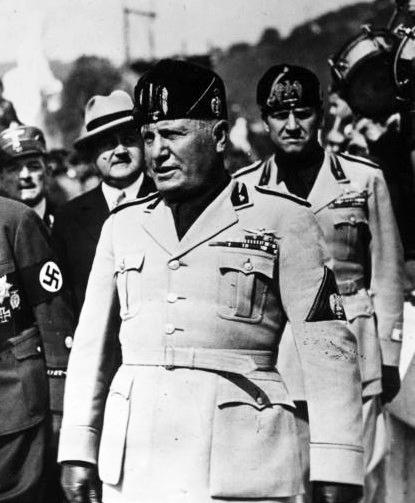
موسوليني في 19 مارس 1938

كانت الحرب العالمية الثانية ثقيلة على إيطاليا إثر تحالفها مع ألمانيا واليابان (دول المحور) حيث فشل الجيش الإيطالي في احتلال اليونان ثلاثة مرات حتى قامت وحدات من قوات النخبة النازية بمساعدته في احتلالها، وفي ليبيا لم يكونوا بأحسن حال حيث هُزموا أمام البريطانيين، الذي أدى إلى تدخل الجيش الألماني للحفاظ على وجود إيطاليا في شمال أفريقيا مما جعل الجيش الإيطالي يستعين بالضباط والمستشارين العسكريين الألمان ومشاركة إيطاليا بغزو روسيا وتشكيل الجيش الإيطالي في روسيا وإعلان الحرب على الولايات المتحدة الأمريكية.
بحلول عام 1942 كانت إيطاليا على الهاوية. جيشها مهزوم وجائع ولديهم نقص في العتاد والسلاح، وكان هناك نقص في المؤن داخل إيطاليا نفسها. وغضب الشعب وتوجه ضد الحرب ورأى أن موسوليني قد كذب عليهم حتى وصل الأمر أن بلادهم قد احتُلَّت من قبل الجيوش البريطانية والأميركية وأصبح موسوليني عدو الشعب الأول. وأمر الملك باعتقاله فاعتقل وكان سجنه عبارة عن فندق في منتجع للتزلج في أعالي الجبال.

## نهايته

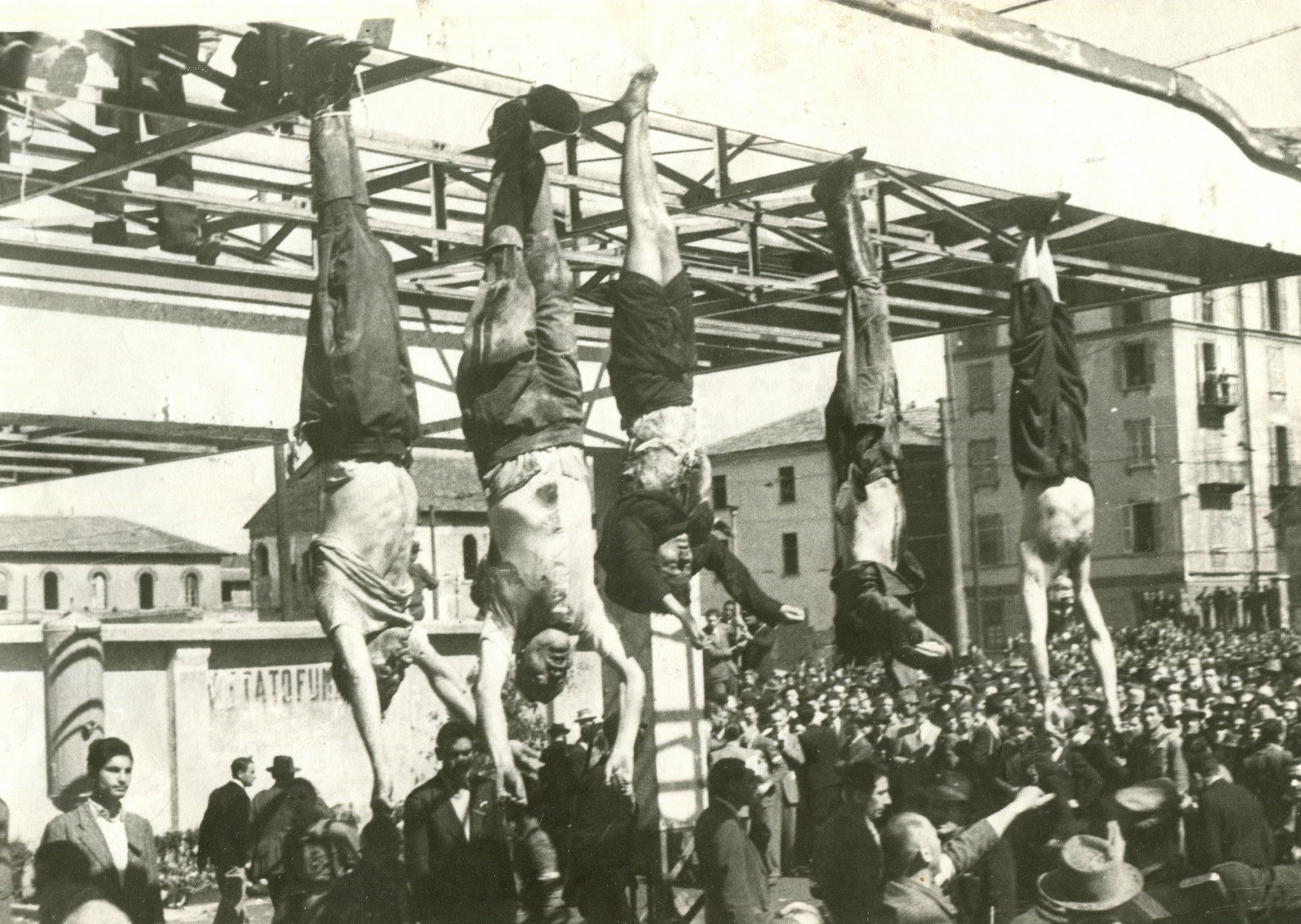
جثة موسيليني (الثاني من جهة اليسار) رأساً على عقب وبجانبه عشيقته كلارا مع عدد من أعوانه في محطة للبنزين.

في يوم 18 أبريل 1945، بينما كان الحلفاء على وشك دخول بولندا والروس يزحفون نحو برلين، غادر موسوليني مقر إقامته في سالو رغم اعتراضات حراسه الألمان ، فظهر في ميلانو ليطلب من أسقف المدينة أن يكون وسيطاً بينه وبين قوات الأنصار للإتفاق على شروط التسليم التي تتضمن إنقاذ رقبته، إلا أن قيادة الأنصار التي كان يسيطر عليها الحزب الشيوعي الإيطالي أصدرت أمراً بإعدامه، وتابع هو رحلته بالسيارة متخفياً ومعه عشيقته كلارا ليخوض ما أسماه بمعركة الشرف الكبرى والأخيرة، وعندما وصل إلى مدينة كومو القريبة من الحدود السويسرية تبين أنه كان واهماً وأن أنصاره المخلصين لا يزيدون على عدة عشرات من الأشخاص ، أخذوا ينفَضُّون من حوله بسرعة عندما شاهدوا الزعيم يهذي وبه مس من الجنون. في 25 أبريل كان في كومو مدينة عشيقته «كلارا بيتاتشي» ومنها كتب آخر رسالة له إلى زوجته «راشيل» يطلب منها الهروب إلى سويسرا. في 26 أبريل زاد خوفه ففر إلى ميناجيو مدينة عشيقته الأخرى «أنجيلا».

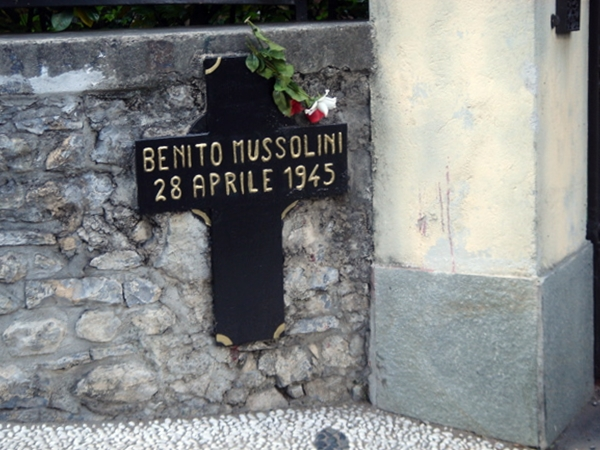
علامة توضح المكان الذي أعدم فيه موسيليني

حاول موسوليني الهرب مع عشيقته كلارا باختبائه في مؤخرة سيارة نقل متجها إلى الحدود ولكن السائق أوقف السيارة وأمرهم بالنزول وأخذ بندقيته وأخبرهم بأنه قبض عليهم باسم الشعب الإيطالي. اعتُقِل القائد وعشيقته كلارا بيتاتشي في 26 أبريل 1945 في دونغو في منطقة بحيرة كومو شمال البلاد فيما كانا يحاولان الفرار إلى سويسرا.
في اليوم التالي أتت الأوامر من مجلس جبهة التحرير الشعبية بإعدام موسيليني وجاء العقيد «فاليريو» الذي انضم سراً للجبهة إلى مكان اعتقال موسوليني وأخبره بأنه جاء لينقذه وطلب منه مرافقته إلى المركبة التي كانت في الانتظار. ذهب به إلى فيلا بيلموت المجاورة حيث كان في انتظارهم فرقة من الجنود. كانت جبهة التحرير قد قبضت على أغلب معاونيه وحددت 15 شخصا منهم بإعدامهم وفي يوم 29 أبريل تم تجميعهم بما فيهم موسوليني وعشيقته «كلارا» وتم وضعهم مقلوبين من أرجلهم في محطة للبنزين في مدينة ميلانو. وتعتبر هذه الطريقة في الإعدام مخصصة للخونة في روما القديمة التي حاول موسليني إعادة أمجادها.
وعُرِضت جثتاهما مع جثث خمسة قادة فاشيين آخرين في ساحة عامة في ميلانو معلقة من الأرجل أمام محطة لتزويد الوقود. وجاءت الجماهير تسبهم وتشتمهم وتبصق عليهم وترميهم بما في أيديهم. فقد الجماهير السيطرة على أنفسهم فأخذوا بإطلاق النار على الجثث وركلهم بالأرجل. وفي القرى والمدن قُتِل كثير من الفاشيست حيث وُضِعَت جثثهم في سيارات نقل الأثاث وتجولت بهم في شوارع ميلانو. بعد انتهاء كل شيء أُخِذَت الجثث ودُفنت سراً في ميلانو. وفي سنة 1957 سُلمت جثة موسوليني لأهله لتُدْفَن قرب مدينته التي ولد بها.

## وصلات خارجية
- بينيتو موسوليني على موقع IMDb (الإنجليزية)
- بينيتو موسوليني على موقع الموسوعة البريطانية (الإنجليزية)
- بينيتو موسوليني على موقع مونزينجر (الألمانية)
- بينيتو موسوليني على موقع ألو سيني (الفرنسية)
- بينيتو موسوليني على موقع ميوزك برينز (الإنجليزية)
- بينيتو موسوليني على موقع إن إن دي بي (الإنجليزية)
- بينيتو موسوليني على موقع ديسكوغز (الإنجليزية)
- بينيتو موسوليني على موقع قاعدة بيانات الفيلم (الإنجليزية)